# Alvin Bragg
Alvin Leonard Bragg Jr. (nacido el 21 de octubre de 1973) es un político y abogado estadounidense de Nueva York que se desempeña como fiscal de distrito del condado de Nueva York. En 2021, se convirtió en el primer afroamericano elegido para ese cargo. Bragg se desempeñó anteriormente como fiscal general adjunto en jefe de Nueva York y como fiscal adjunto de los Estados Unidos en el distrito Sur de Nueva York.

## Primeros años
Bragg es de Harlem y creció en Striver's Row. En una entrevista con The American Prospect, Bragg dijo que se había visto "profundamente afectado por el sistema de justicia penal, más directamente a través de tres detenciones a punta de pistola por parte de la policía de Nueva York". Se graduó en Trinity School antes de asistir a Harvard College. Se graduó en Harvard cum laude con un licenciatura en gobierno en 1995, y obtuvo su Doctorado en Jurisprudencia de la Escuela de Derecho Harvard, donde fue editor de Harvard Civil Rights–Civil Liberties Law Review.

## Carrera temprana
Bragg fue secretario del juez de distrito federal Robert P. Patterson Jr. antes de unirse a la firma de abogados Morvillo Abramowitz Grand Iason & Anello como asociado, donde su trabajo se centró en el fraude de cuello blanco y en cuestiones de derechos civiles. En 2003, se incorporó a la oficina del Fiscal General de Nueva York bajo la dirección de Eliot Spitzer antes de convertirse en jefe de litigios e investigaciones del Ayuntamiento de Nueva York. En 2009, Bragg dejó el consejo de la ciudad para servir como fiscal adjunto de los Estados Unidos en el distrito Sur de Nueva York.
En 2017, Eric Schneiderman, que en ese entonces se desempeñaba como fiscal general, nombró a Bragg como fiscal general adjunto en jefe de Nueva York. Bragg dirigió las divisiones de justicia penal y justicia social, supervisó las demandas presentadas por el estado contra la Fundación Donald J. Trump, Harvey Weinstein y The Weinstein Company, y la adición de una pregunta de ciudadanía en el censo de los Estados Unidos de 2020. Dejó el cargo en diciembre de 2018 y se convirtió en profesor en la Facultad de Derecho de Nueva York, donde fue codirector del Proyecto de Justicia Racial. Bragg es miembro de la junta directiva de Legal Aid Society. Ha representado a las familias de Ramarley Graham y Eric Garner en litigios civiles contra la ciudad de Nueva York.

## Fiscal de distrito
En junio de 2019, Bragg comenzó su candidatura para la nominación del Partido Demócrata de 2021 para fiscal de distrito del condado de Nueva York, entonces en manos de Cyrus Vance Jr., quien no se postuló para la reelección. Después de las primarias demócratas del 22 de junio de 2021, Bragg lideró el recuento de votos y Tali Farhadian Weinstein concedió las primarias a Bragg el 2 de julio. El 2 de noviembre de 2021, Bragg derrotó al republicano Thomas Kenniff en las elecciones generales, convirtiéndose en el primer afroamericano en ser elegido fiscal de distrito del condado de Nueva York.
Bragg asumió el cargo el 1 de enero de 2022.

### Políticas sobre delitos de bajo nivel
El 4 de enero de 2022, después de tres días en el cargo, anunció que su oficina ya no procesaría delitos menores como evasión de tarifas, resistencia al arresto, prostitución y delitos menores relacionados con el cannabis a menos que vayan acompañados de un cargo de delito grave. También decidió abandonar cargos menores por robos con allanamiento de morada y robos en tiendas en los que el delincuente "muestra un instrumento peligroso pero no crea un riesgo real de daño físico". El 20 de enero, Bragg cuestionó lo que describió como una interpretación "legalista" de su memorando de política de enjuiciamiento e indicó que apoyaba una política de tolerancia cero para los delitos violentos.

### Acusación contra Donald Trump
El 23 de febrero de 2022, Carey R. Dunne y Mark F. Pomerantz, los fiscales principales en la investigación del fiscal de distrito del condado de Nueva York sobre Donald Trump y sus negocios, renunciaron abruptamente después de que Bragg "les indicó que tenía dudas sobre seguir adelante con un caso contra el Sr. Trump". En su carta de renuncia, Pomerantz escribió que el "equipo que ha estado investigando al Sr. Trump no alberga dudas sobre si cometió delitos, incluida la falsificación de registros comerciales, y que fue un grave fracaso [de los fiscales federales] al no presentar cargos penales". El New York Times informó que Bragg "se resistía a presentar una acusación contra el Sr. Trump" y no tenía confianza para demostrar ante el tribunal que Trump "falsificó a sabiendas el valor de sus activos en los estados financieros anuales". The Washington Post señaló que Bragg tardó en reunirse con Dunne y Pomerantz después de asumir el cargo y cuando finalmente se reunieron para discutir el caso, una fuente en la oficina del fiscal del distrito comentó que Bragg parecía distraído y desconectado, revisando continuamente su teléfono celular.
El 21 de noviembre de 2022, The New York Times informó que la oficina del fiscal de distrito "se ha movido para impulsar su investigación criminal" sobre el "pago secreto" de Trump a una estrella porno que dijo que tenía una aventura con el Sr. Trump. Bragg confirmó a CNN en enero de 2023 que la investigación estaba en curso. El 30 de enero, la oficina presentó pruebas ante un gran jurado sobre el papel de Trump en el pago.

### Acusación contra José Alba
El 7 de julio de 2022, José Alba, bodeguero, fue atacado por un cliente en una disputa por una bolsa de papas fritas. Alba intentó calmar la situación, pero tras ser empujado contra una pared, se defendió con un cuchillo, matando al agresor. Bragg, a su discreción procesal, decidió acusar a Alba y solicitó una fianza de $500 000; el juez la fijó en $250 000. La novia del atacante muerto también apuñaló a Alba con su propio cuchillo, después de intentar devolverle el cuchillo a Alba. Bragg se negó a acusarla. Después de una intensa reacción mediática, Bragg finalmente decidió retirar los cargos contra Alba, señalando que "un caso de homicidio contra Alba no podía probarse en el juicio más allá de una duda razonable".

### Enjuiciamiento de Steve Bannon
El 6 de septiembre de 2022, The Washington Post informó que Steve Bannon sería acusado el 8 de septiembre por los fiscales de Bragg por los mismos cargos de fraude por los que fue indultado federalmente por el entonces presidente Trump en 2020. El 8 de septiembre, Bannon fue acusado de "estafar a los estadounidenses que querían contribuir a la construcción de un muro en la frontera sur, resucitando una amenaza de la que el Sr. Bannon parecía haber escapado con un indulto presidencial de 2021", y de la que se declaró inocente.

## Vida privada
Bragg se casó con Jamila Marie Ponton en 2003. Tienen dos hijos. Bragg en un tiempo enseñó en la Escuela Dominical en la Iglesia Bautista Abisinia.